# Девіс (Південна Дакота)
Девіс (англ. Davis) — місто (англ. town) в США, в окрузі Тернер штату Південна Дакота. Населення — 54 особи (2020).

## Географія
Девіс розташований за координатами 43°15′34″ пн. ш. 96°59′40″ зх. д. / 43.25944° пн. ш. 96.99444° зх. д. (43.259528, -96.994506).  За даними Бюро перепису населення США в 2010 році місто мало площу 1,11 км², уся площа — суходіл.

## Демографія
Згідно з переписом 2010 року, у місті мешкало 85 осіб у 41 домогосподарстві у складі 24 родин. Густота населення становила 76 осіб/км².  Було 51 помешкання (46/км²).
Расовий склад населення:
| - 100,0 % — білих |

До двох чи більше рас належало 0,0 %. Частка іспаномовних становила 0,0 % від усіх жителів.
За віковим діапазоном населення розподілялося таким чином: 16,5 % — особи молодші 18 років, 67,0 % — особи у віці 18—64 років, 16,5 % — особи у віці 65 років та старші. Медіана віку мешканця становила 48,5 року. На 100 осіб жіночої статі у місті припадало 97,7 чоловіків;  на 100 жінок у віці від 18 років та старших — 108,8 чоловіків також старших 18 років.
Середній дохід на одне домашнє господарство  становив 46 196 доларів США (медіана — 28 750), а середній дохід на одну сім'ю — 50 954 долари (медіана — 43 125). За межею бідності перебувало 12,2 % осіб, у тому числі 7,1 % дітей у віці до 18 років та 14,3 % осіб у віці 65 років та старших.
Цивільне працевлаштоване населення становило 19 осіб. Основні галузі зайнятості: освіта, охорона здоров'я та соціальна допомога — 47,4 %, транспорт — 10,5 %, роздрібна торгівля — 10,5 %.